# 池谷蒼大
池谷 蒼大（いけや そうた、1999年8月2日 - ）は、静岡県浜松市出身のプロ野球選手（投手）。左投左打。くふうハヤテベンチャーズ静岡所属。

## 経歴

### プロ入り前
浜松市立積志小学校2年生のときに軟式野球チームの浜松ドジャースで野球を始め、6年生のときには中日ドラゴンズジュニアでプレーした。浜松市立積志中学校では軟式野球部に所属し、エースとして春の県大会3位となった。
その後静岡県立静岡高等学校に進学。1年秋からベンチ入りしたが、腰痛に苦しみ1年間公式戦での登板がなかった。2年春に公式戦初登板し、同年秋の東海大会の途中から竹内奎人のつけていた背番号1を奪った。同大会で優勝し、3年春の第89回選抜高等学校野球大会出場。不来方との1回戦に先発して7回1失点で勝利投手となる。2回戦では根尾昂、藤原恭大らを擁する大阪桐蔭と対戦。初回に6失点するもその後は2回から7回まで無失点に抑えたが、2点リードの8回に逆転され、結果的に9回途中11失点で敗れた。3年夏は静岡県大会準決勝で敗れ、2季連続での甲子園出場を逃した。2学年上に堀内謙伍、1学年上に鈴木将平、1学年下に村松開人がいた。
高校卒業後はヤマハに入社。2年目の夏に第90回都市対抗野球大会に出場し、JR東日本との2回戦に救援で大会初登板したが、チームは敗れた。同年秋の第45回社会人野球日本選手権大会にも出場し、王子との2回戦で救援登板し1回を無失点に抑えた。
3年目となる2020年10月26日に行われたドラフト会議にて横浜DeNAベイスターズから5位指名を受け、11月24日に契約金4000万円、年俸720万円（金額は推定）で仮契約した。背番号は53。担当スカウトは中川大志で、同期入団で同郷出身の髙田琢登と共に中川のスカウト転身後、初の担当した選手となった。

### DeNA時代
2021年は、新人ながら開幕一軍の座を掴み、5試合連続で無失点と好投した一方、4月10日の阪神タイガース戦（横浜スタジアム）では1イニングに3盗塁を許すなど変則フォーム故のクイックの遅さが露呈し、同12日に出場選手登録を抹消された。その後は二軍で調整を続け、7月15日に行われたフレッシュオールスターゲーム（松山坊ちゃんスタジアム）ではイースタン・リーグ選抜として4回に登板し、三者凡退に抑えた。最終的に一軍では6試合に登板し防御率0.00、二軍ではチーム2位の36試合に登板し0勝2敗1セーブ、防御率5.08の成績でシーズンを終えた。
2022年は、開幕は二軍で迎えるが、一軍の主力メンバーに多数の新型コロナウィルス陽性者が出たため、入れ替わる形で4月12日に一軍登録される。4月21日の対阪神戦（横浜スタジアム）で2番手投手として登板し打者3人を無失点で抑えると、その裏にチームが逆転してプロ初勝利を挙げた。しかし4月29日に一軍登録を抹消されると、シーズン終了まで二軍での登板が続いた。最終的に一軍では6試合に登板し防御率3.38、二軍では31試合に登板し防御率2.67を記録した。
2023年は一軍登板がなく、二軍では35試合に登板し防御率4.76であった。オフに戦力外通告を受けた。

### くふうハヤテ時代
現役続行を希望し、翌2024年からのウエスタン・リーグへの参加が内定しており、地元・静岡県の球団であるハヤテ223新球団（その後チーム名は「くふうハヤテベンチャーズ静岡」と発表）のトライアウトおよび12球団合同トライアウトを受験した。その後12月7日にくふうハヤテへの入団が発表された。背番号は53。
12月中に富士市内で左肘のクリーニング手術を受け、実戦復帰は2024年4月以降になる見込み。手術当日には高校時代同期でくふうハヤテでもチームメイトとなった竹内が医療スタッフの1人として立ち会った。1月の春季キャンプから別メニューで調整を続け、試合中はチームのスコア担当を率先して申し出た。4月18日の中日戦で実戦復帰したが、その試合では犠打による一死のみで満塁の場面を招いて降板している。5月29日の古巣・DeNA戦で2番手として登板すると、1回無失点に抑えた直後にチームが逆転したため、くふうハヤテでの初勝利を手にした。

## 選手としての特徴
静岡高校時代は派手さのないフォームだったが、「上背がなく、直球の球速もない。体を大きく使い球に力を与えたかった」とヤマハ時代にフォームを変更。右足を上げた際にグラブの中で球を握りながら両手を突き上げるダイナミックなフォームから最速147kmの直球を投げ込む。打者のタイミングを惑わせる反面、クイックモーションの遅さに課題を抱える。2022年は左打者への被打率改善のため、腕の位置を下げるようになった。
球種はスライダー、チェンジアップ、カーブ。プロ入り後は二軍投手コーチの大家友和指導のもと、カットボールを新たに習得している。

## 詳細情報

### 年度別投手成績
| 年 度     | 球 団     | 登 板 | 先 発 | 完 投 | 完 封 | 無 四 球 | 勝 利 | 敗 戦 | セ 丨 ブ | ホ 丨 ル ド | 勝 率 | 打 者 | 投 球 回 | 被 安 打 | 被 本 塁 打 | 与 四 球 | 敬 遠 | 与 死 球 | 奪 三 振 | 暴 投 | ボ 丨 ク | 失 点 | 自 責 点 | 防 御 率 | W H I P |
| --------- | --------- | ----- | ----- | ----- | ----- | -------- | ----- | ----- | -------- | ----------- | ----- | ----- | -------- | -------- | ----------- | -------- | ----- | -------- | -------- | ----- | -------- | ----- | -------- | -------- | ------- |
| 2021      | DeNA      | 6     | 0     | 0     | 0     | 0        | 0     | 0     | 0        | 0           | ----  | 25    | 6.2      | 2        | 0           | 2        | 0     | 1        | 2        | 0     | 0        | 0     | 0        | 0.00     | 0.60    |
| 2022      | DeNA      | 6     | 0     | 0     | 0     | 0        | 1     | 0     | 0        | 0           | 1.000 | 26    | 5.1      | 3        | 1           | 7        | 0     | 0        | 7        | 0     | 0        | 2     | 2        | 3.38     | 1.88    |
| 通算：2年 | 通算：2年 | 12    | 0     | 0     | 0     | 0        | 1     | 0     | 0        | 0           | 1.000 | 51    | 12.0     | 5        | 1           | 9        | 0     | 1        | 9        | 0     | 0        | 2     | 2        | 1.50     | 1.17    |

- 2023年度シーズン終了時

### 年度別守備成績
| 年 度 | 球 団 | 投手  | 投手  | 投手  | 投手  | 投手  | 投手     |
| 年 度 | 球 団 | 試 合 | 刺 殺 | 補 殺 | 失 策 | 併 殺 | 守 備 率 |
| ----- | ----- | ----- | ----- | ----- | ----- | ----- | -------- |
| 2021  | DeNA  | 6     | 1     | 3     | 1     | 0     | .800     |
| 2022  | DeNA  | 6     | 0     | 0     | 0     | 0     | ----     |
| 通算  | 通算  | 12    | 1     | 3     | 1     | 0     | .800     |

- 2023年度シーズン終了時

### 記録
初記録
- 初登板：2021年3月27日、対読売ジャイアンツ2回戦（東京ドーム）、8回裏に4番手で救援登板・完了、1回無失点
- 初奪三振：2021年3月31日、対東京ヤクルトスワローズ2回戦（横浜スタジアム）、6回表に中山翔太から空振り三振
- 初勝利：2022年4月21日、対阪神タイガース5回戦（横浜スタジアム）、5回表に2番手で救援登板、1回無失点 ※6回裏途中降雨コールド

### 背番号
- 53（2021年 - ）

### 登場曲
- 『ワタリドリ』［Alexandros］（2021年 - ）